# بازار روز بندرعباس
بازار روز بندرعباس از قدیمی ترین بازار های شهر بندرعباس به شمار میرود.

بازار قدیم بندر عباس که با نام بازار سنتی بندر عباس نیز شناخته می‌شود، از قدیمی‌ترین و شلوغ‌ترین بازارهای این شهر بندری به ‌شمار می‌رود و با وجود مراکز خرید متعدد، همچنان روحی سرزنده و پویا دارد. این بازار لقب رنگارنگ‌ترین قسمت شهر را به خود اختصاص داده است و یکی از جذاب‌ترین دیدنی های بندر عباس محسوب می‌شود. در این بازار می‌توان صنایع دستی هرمزگان محلی و اجناس ارزان یا دست دوم را تهیه کرد. 

هر ساله هزاران گردشگر برای دیدن این بازار و خرید از آن به این بازار می آیند.